# Roche-d’Agoux
Roche-d’Agoux – miejscowość i gmina we Francji, w regionie Owernia-Rodan-Alpy, w departamencie Puy-de-Dôme.
Według danych na rok 1990 gminę zamieszkiwało 81 osób, a gęstość zaludnienia wynosiła 15 osób/km² (wśród 1310 gmin Owernii Roche-d’Agoux plasuje się na 759. miejscu pod względem liczby ludności, natomiast pod względem powierzchni na miejscu 970.).